# Crkva Pohođenja Blažene Djevice Marije u Vinagori
Crkva Pohođenja Blažene Djevice Marije  je rimokatolička crkva u mjestu Vinagora, općini Pregrada zaštićeno kulturno dobro.

## Opis dobra
Župna crkva Pohođenja Djevice Marije, smještena je na vrhu brijega u naselju Vinagora. Križnog tlocrta, pravokutne lađe s bočnim kapelama i poligonalnim svetištem, okružena je cinktorom. Sagrađena je u 18. st. na mjestu starije kapelice, dok je cinktor iz 19. st. Inventar crkve nastao je mahom u drugoj polovici 18. i početkom 19. st. Župni dvor iz 1858. g., smješten je istočno od crkve. Na pročelju je dvokatan, a sa zapadne strane ima samo jedan kat. Na gornjoj etaži nalazi se najveća, reprezentativna prostorija, palača.

## Zaštita
Pod oznakom Z-3521 zavedena je kao nepokretno kulturno dobro - pojedinačno, pravnog statusa zaštićena kulturnog dobra, klasificirano kao "sakralna graditeljska baština".